# Tosan Evbuomwan
Torisesan „Tosan“ Evbuomwan (* 16. Februar 2001 in Newcastle upon Tyne) ist ein britischer Basketballspieler.

## Werdegang
Evbuomwan betrieb als Heranwachsender Basketball, Rugby, Leichtathletik, Cricket, Tennis und Fußball. In letzterer Sportart spielte er zeitweise für den Nachwuchs von Newcastle United. Im Basketball wurde er in der Jugendabteilung der Newcastle Eagles gefördert.
2019 wechselte Evbuomwan an die Princeton University in den US-Bundesstaat New Jersey. Dort studierte er bis 2023 und gehörte in dieser Zeit Princetons Hochschulmannschaft an. In der Saison 2022/23 stellte der Brite mit 161 Vorlagen eine Bestmarke in der Geschichte der Mannschaft auf. Im vorherigen Spieljahr (2021/22) wurde Evbuomwan in der Ivy League als bester Spieler der Saison ausgezeichnet.
Beim Draftverfahren der NBA im Juni 2023 blieb er unberücksichtigt, Er begann seine Laufbahn als Berufsbasketballspieler in der US-Liga NBA G League bei der Mannschaft Motor City Cruise. Im Laufe der Saison 2023/24 erhielt Evbuomwan von den Memphis Grizzlies einen auf zehn Tage begrenzten Vertrag, später wurde er auch von den Detroit Pistons eingesetzt. Insgesamt kam er während des Spieljahres 2023/24 auf 17 Einsätze in der NBA.
Die Los Angeles Clippers nahmen ihn im Sommer 2024 unter Vertrag, vor dem Beginn der Saison 2024/25 verlor der Brite seinen Platz in der Mannschaft und ging zu den San Diego Clippers in die NBA G League. Zu Beginn des Jahres 2025 wechselte Evbuomwan zu den Brooklyn Nets (NBA).

### Nationalmannschaft
Evbuomwan nahm mit den britischen Auswahlmannschaften an den U18-Europameisterschaften 2018 und 2019 teil.

## Familie
Seine 2012 gestorbene Mutter war die Tochter einer Engländerin und eines Nigerianers. Sie war Pilotin. Sein aus Nigeria stammender Vater war Basketballspieler und wurde beruflich als Gynäkologe tätig.